# 六二九宣言
六二九宣言（韓語：6.29 선언）是时任韩国民主正義黨总统候选人卢泰愚为应对六月民主运动于1987年6月29日发表的演讲。在演讲中，他承诺向反对全斗焕政权的反对派做出重大让步，同意总统直选并采取其他民主改革措施。最终导致了第六共和国的建立，韩国从此迈入民主化时期。

## 背景

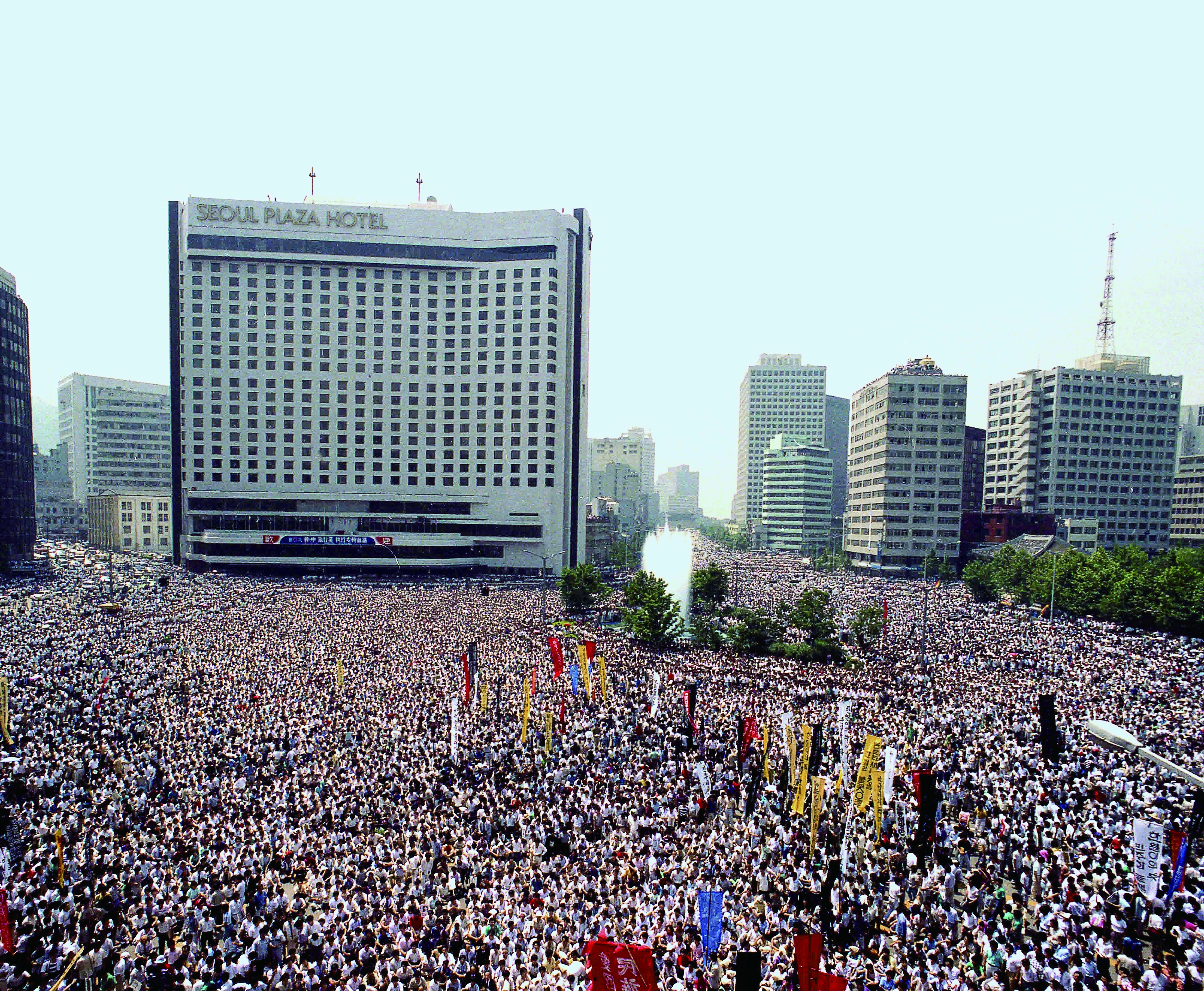
首爾市政廳的示威活動

自1984年，全斗煥政權分三次解除「限制政治活動措施」起，韓國的在野黨逐漸恢復活動，其中以新韓民主黨為首的反對派爭取修改憲法，恢復總統直選制度、以圖粉碎其政權操縱選舉的企圖:217。在修憲問題上，執政的民主正義黨主張實行內閣制以保住自己的權力，雙方爭持不下:218。1985年大韓民國國會選舉中，全斗煥的民主正義黨遭遇大敗，新韓民主黨在全國贏得29.26％選票，是眾多在野黨中得票率最高的、使到其成為領導性的反對黨，而民主正義黨則只得到35.25％選票:9。從1986年3月初起，開始有學生參加爭取修憲運動，在野黨則發起1,000萬人聯署、要求修憲直選，全斗煥政權則繼續堅持強硬路線、嘗試瓦解在野黨派:218-219。
1986年年底，首爾大學學生會主席朴鍾哲因參與民主運動而被捕，遭受當局的嚴刑拷打，最後在1987年1月14日在水刑執行期間死亡，事件引發大規模示威，近百萬人響應。政府試圖透過嚴懲參與拷打的警察、迫使鄭鎬溶和警察廳廳長姜文昌辭職等方式化解局勢，但未見成效。4月13日，全斗煥發布「4·13護憲措施」特別宣言，試圖把修憲工作推遲至下屆政府，使立即恢復直選制的聲浪越來越大:220。6月9日，延世大學學生李韓烈被防暴警察發射的催淚彈擊中頭部後身亡，事件的照片被刊登在各大報紙的頭版，使到抗爭的規模再次升級:221。6月10日，在野黨組成「民主憲法爭取國民運動本部」，標誌著韓國史上最大的民主運動—「六月民主運動」爆發:220-221。在26日，韓國全國17個地區均爆發大規模示威，近180萬人參與，從10月計起的參與人數已達830萬人，這是韓國現代史上最為激烈的政治鬥爭，超過6,000人在示威中受傷。:221
對於示威活動，一些軍方支持者主張使用武力鎮壓民主運動，而美國的雷根政府則反對鎮壓:10:223。以盧泰愚為首的執政黨溫和派警告全斗煥不要實施非常措施，因為如此行動很可能會影響漢城奧運會的舉辦、以及激怒美國等國:222。光州民主化運動以及後來對其的血腥鎮壓成為了對付六月民主運動⾮常苦澀的反面教材，美國方面也要求全斗煥政權保持克制:172。全斗煥自身也懼怕軍隊站在抗議者的一方、或者是會趁機發動政變，軍隊內部也存在反對鎮壓的聲音，安全企劃部（現國家情報院）部長張世東也持有相同的看法:223-224。因此全斗煥政權只能選擇退讓；在6月17日和19日，他要求以盧泰愚為中心謀劃對策，計劃提出一籃子改革方案，包括修憲總統直選、恢復金大中的政治權利等，同時排除了動用軍隊鎮壓的可能性:10:224。全斗煥估計盧泰愚作出此改革宣布之後，將會成為一名受歡迎的政治家，又相信在總統直選前恢復金大中的政治權利可以分裂反對派的勢力:10。

## 民主化宣言
1987年6月29日，執政的民主正義黨代表委員盧泰愚發表「收拾時局特別宣言」，宣佈將接受國民要求，修改憲法實施總統直選和實現政權和平交接:117，這項宣言被稱為《6·29民主化宣言》或《6·29宣言》:221。民主化宣言主要由8项内容组成：
1. 与在野党达成协议，实行总统直选制度修宪，并于1988年2月实现政府和平换届。
2. 修改总统选举法，保障公平选举。
3. 对金大中在内的民主化运动政治犯实施特赦、复权等措施。
4. 人权保障强化，全面扩大拘留审查程序。
5. 废除言论基本法，实现言论自由的保障和强化措施，促進新聞自由。
6. 实现地方自治，教育自由化。
7. 通过保障政党活动，构筑对话和妥协的政治风气。
8. 採取社會淨化措施，建立光明清朗社會。

## 後續

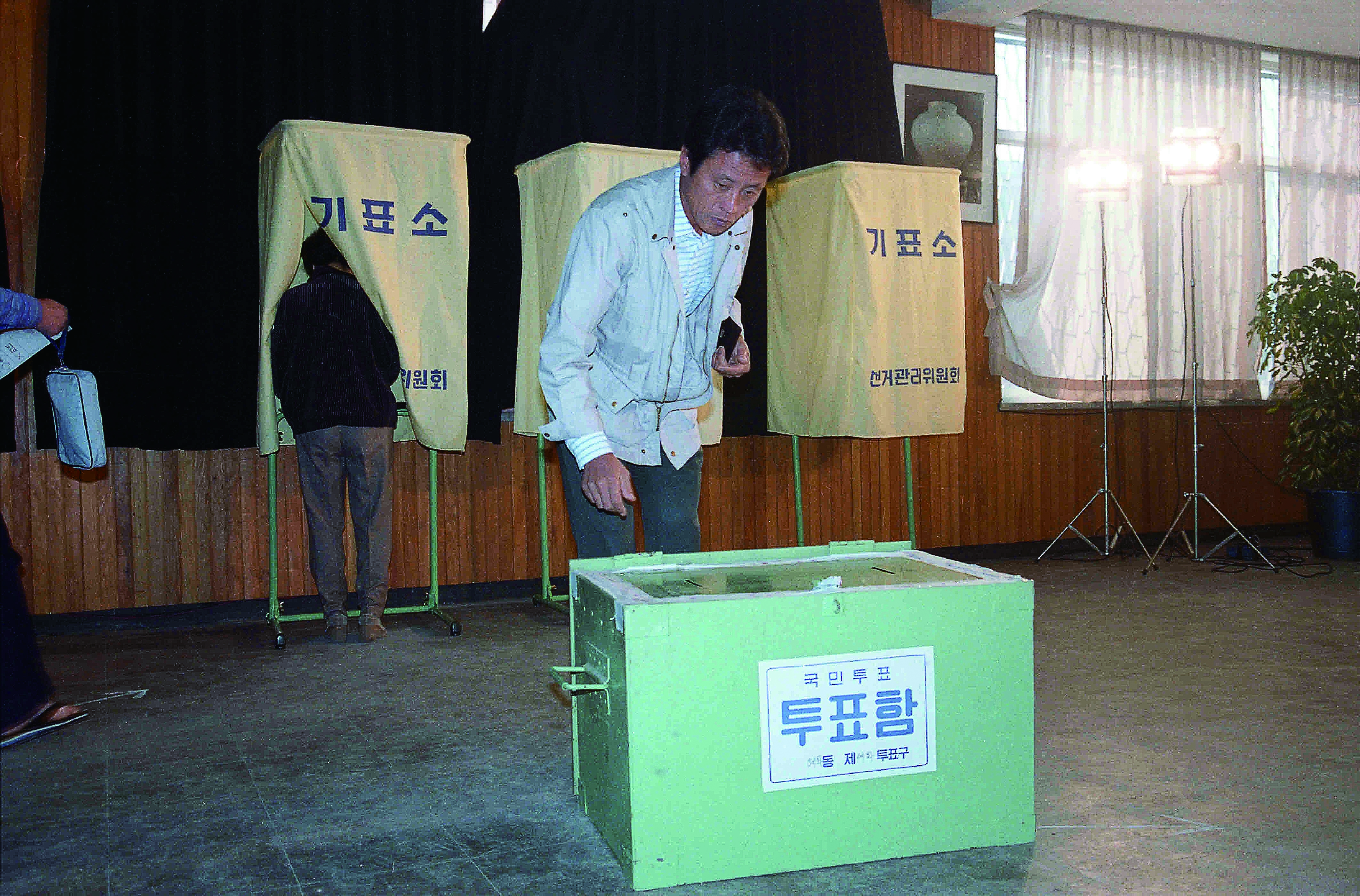
1987年10月28日，第六共和國憲法公投當天

《6·29宣言》為結束韓國的軍事獨裁政權奠下了基礎，標誌著韓國的民主化鬥爭從街頭轉向透過民主選舉在體制內競爭的轉折點。1987年7月1日，全⽃煥在與盧泰愚進行了談話後發表電視講話，接受了盧泰愚的民主化改革方案，同時也開始準備修憲:221。包括美國在內的國際社會和反對派都對6·29宣言表示歡迎，特別是對包括民主派活動家和金大中在內的競爭對手給予特赦的決定。
1987年7月，全斗煥政權釋放了177名現行犯，赦免或恢復金大中等2,335人的政治權利，形成盧泰愚、金泳三、金大中、金鍾泌四⼈競爭的體系，從而削弱在野黨總統候選人的實力:244，反對派聯盟開始出現裂痕。同月，全斗煥把民主正義黨總裁的職位讓於盧泰愚，執政和在野黨建立了「八人政治會談」的修憲協商機制，商討過程順利:245。10⽉27⽇，修憲公投案以93.1%的絕對贊成票獲得通過，正式確立了與第五共和國有較⼤區別的第六共和國體制的框架、並且一直沿用至今。:245
1987年12月，韓國首次舉行自由競爭的總統選舉，分裂的反對派陣營對抗執政的民主正義黨總統候選人盧泰愚。最終，盧泰愚以微小的多數36.6％選票成功地當選總統，任期5年，他的當選成為自朴正熙掌權以來首位民選的總統，亦實現韓國戰後首次和平的政權交替，韓國的民主轉型有實質進展:11。